# Haplognathia rubromaculata
Haplognathia rubromaculata är en djurart som tillhör fylumet käkmaskar, och som först beskrevs av Wolfgang Sterrer 1966.  Haplognathia rubromaculata ingår i släktet Haplognathia, och familjen Haplognathiidae. Arten är reproducerande i Sverige.